# Чучник, Примож
Примож Чучник (словен. Primož Čučnik; род. 1 июня 1971, Любляна) — словенский поэт и переводчик.

## Биография
Окончил философский факультет Люблянского университета. Дебютировал книгой стихов в 1999. С 2000 издает журнал Литература, открыл небольшое частное издательство Sherpa. Переводит американских (Элизабет Бишоп, Джон Эшбери, Фрэнк О’Хара, Джон Кейдж) и польских (Чеслав Милош, Мирон Бялошевский, Пётр Зоммер, Эугениуш Ткачишин-Дыцкий, Адам Видеманн, Марцин Светлицкий) поэтов, философскую литературу (История шести понятий В. Татаркевича и др.).

## Книги

### Стихи
- Две зимы/ Dve zimi (1999)
- Ритм в руках/ Ritem v rôkah (2002)
- Oda na manhatanski aveniji (2003)
- Струны/ Akordi (2004)
- Новые окна/ Nova okna (2005)
- Топор в меду/ Sekira v medu (2006, избранные стихотворения)
- Работа и дом/ Delo in dom (2007, премия Фонда Прешерна)
- Как дар/ Kot dar (2010)
- Микадо/ Mikado (2012, о музыкальной композиции на основе сборника см.: )

### Эссе
- Спать на крыле/ Spati na krilu (2008)

## Признание
Лауреат премии Енко (2011, ), премии Вероники (2012). Стихи переведены на английский и польский языки.